# Venzone

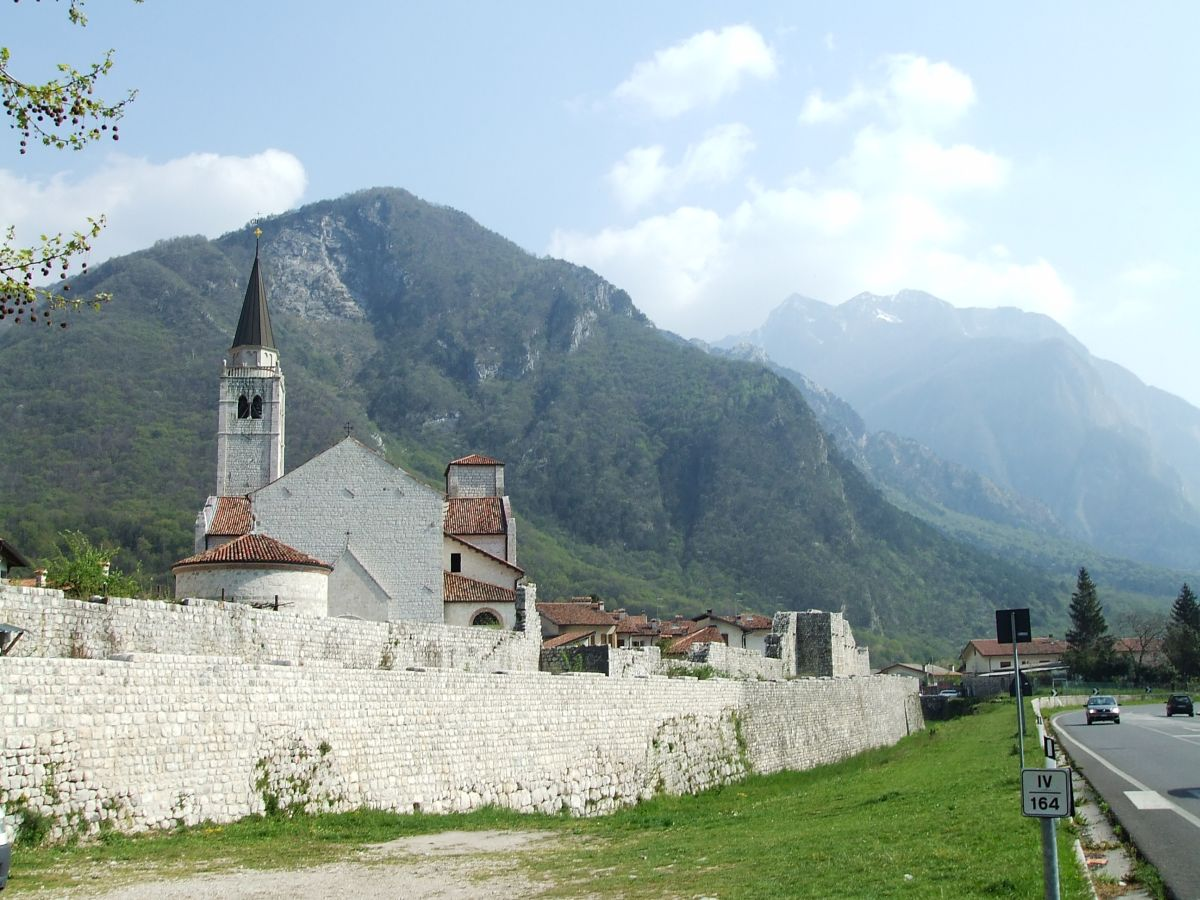
Vista de Venzone.

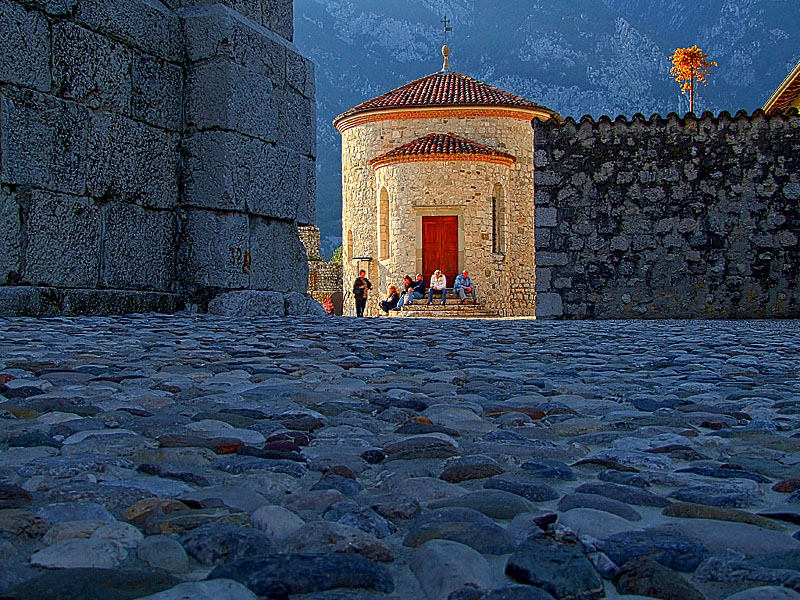
Baptisterio adyacente al Duomo de Venzone.

Venzone (en esloveno: Pušja vas) es una comune (municipalidad) en la Provincia de Údine en la región italiana de Friul-Venecia Julia, ubicada a unos 90 km al noroeste de Trieste y a unos 30 km al norte de Údine. 

## Evolución demográfica
| Gráfica de evolución demográfica de Venzone entre 1861 y 2001 |
|                                                               |
| Fuente ISTAT - elaboración gráfica de Wikipedia               |

## Historia
Venzone es mencionada por primera vez en el año 923 AD como Clausas de Albiciones, y en el 1001 en un diploma de Otón III.
A partir de 1258 el señor local la hizo rodear por una doble pared maciza. Venzone fue adquirida por el Patriarcado de Aquilea en 1336. En 1351 pasó a formar parte de Austria y junto con todo el Friuli, a partir de 1420 fue una provincia de la República de Venecia. Luego de un período durante el cual estuvo dominada por los austriacos, en 1855 fue anexada al recientemente formado reino de Italia.
Venzone fue casi destruida en su totalidad por el terremoto que asoló Friuli en 1976, siendo reconstruida en los años posteriores.

## Puntos de interés
- El Duomo (la Catedral), fue construida por el maestro Giovanni en 1338. Es un edificio de estilo gótico con una fachada simple con un portal decorado con relieves de los Santos y de Cristo, posee un campanario elevado y una zona apse con grandes ventanales escoltados por pilastras góticas. El sector sur tiene también varios ventanales con parteluz. En su interior se pueden contemplar restos de frescos de los siglos XIV y XV y capiteles decorados. A un costado de la catedral en sus adyacencias se encuentra un pequeño baptisterio.
- El palacio comunal (1390-1410), con una logia accesible por una escalera lateral externa.
- Paredes medievales.